# Альмоаха
Альмоаха (ісп. Almohaja) — муніципалітет в Іспанії, у складі автономної спільноти Арагон, у провінції Теруель. Населення — 29 осіб (2010).
Муніципалітет розташований на відстані близько 190 км на схід від Мадрида, 40 км на північний захід від міста Теруель.

## Демографія
Динаміка населення (INE ):